# Augusto Ángel Maya
Carlos Augusto Ángel Maya (Manizales, Colombia, 1932-Cali, Colombia, 11 de septiembre de 2010), fue uno de los más importantes pensadores ambientales colombianos y latinoamericanos.

## Vida
Filósofo, pedagogo y teólogo de la Universidad Javeriana de Bogotá, realizó estudios en Italia, donde obtuvo un Doctorado en Historia de la Universidad Gregoriana de Roma. Realizó además cursos de postgrado en Sociología de la Historia en la Universidad de La Sorbona, en París. Recibió el título de doctor honoris causa en Educación Ambiental de la Universidad de Guadalajara, México.
A lo largo de toda su vida se desempeñó como profesor de Historia, Filosofía y Estudios Ambientales en diversas instituciones universitarias colombianas, entre ellas la Universidad Jorge Tadeo Lozano (Bogotá), la Universidad Autónoma de Occidente (Cali) y la Universidad Nacional de Colombia (Sedes Bogotá y Manizales), a la cual se vinculó desde el año 1986 con el propósito de sacar adelante el programa de Estudios Ambientales. 
También se desempeñó como funcionario y asesor de varias instituciones del Estado colombiano y organismos internacionales. Entre ellos se cuentan el Instituto Nacional de Recursos Naturales (Inderena), donde fue director de la División de Desarrollo Social y Vigilancia, así como el Ministerio de Educación Nacional, donde hizo parte de un proyecto de educación para indígenas y colonos en los territorios nacionales. Fue asesor de organismos internacionales como el Programa de las Naciones Unidas para el Medio Ambiente (PNUMA) del Centro Internacional de Formación en Ciencias Ambientales de México y asesor de la Unión Internacional para la Conservación de la Naturaleza (IUCN). 
Fue miembro fundador y primer director del Instituto de Estudios Ambientales (IDEA) de la Universidad Nacional de Colombia, primero en Bogotá y luego en Manizales, a donde se trasladó por recomendaciones médicas. Continuó colaborando en el campo de las investigaciones, vinculándose más tarde a la Universidad Autónoma de Occidente en la ciudad de Cali, donde residió hasta su muerte. 
Su actividad bibliográfica fue muy fecunda, publicando 25 libros desde 1990, junto a numerosos artículos y ensayos, en los que teniendo como eje articulador la dimensión ambiental, puso al descubierto las estrechas relaciones existentes entre historia, ecología, filosofía, ética, geografía, estética y educación.
Quienes lo conocieron se refieren a él como un hombre cálido, sensible y de enorme sencillez a pesar de sus amplísimos conocimientos en los más diversos campos; una persona que no dudaba en preguntar cuando desconocía algo, siempre ansioso y dispuesto a aprender. Luego de jubilado, en medio de la enfermedad, se dedicó a la literatura y la filosofía. 
Formidable orador, escritor, maestro y poeta, Augusto Ángel Maya falleció en la ciudad de Cali el 11 de septiembre de 2010.

## Aportes al pensamiento ambiental
En la década de 1970, tendencias del pensamiento europeo hicieron resonancia con tendencias del pensamiento latinoamericano, que en Colombia floreció con el filósofo, historiador y poeta Carlos Augusto Ángel Maya. Nacido en Manizales, en 1932, este pensador comienza, hacia 1977 a investigar los conceptos de naturaleza, vida, ser humano, sociedad, cultura y Dios, en la filosofía desde la Grecia Antigua hasta nuestros días, para poder comprender la inquietante problemática ambiental que se visibilizó ante la intelectualidad europea y latinoamericana, gracias al Club de Roma.
Augusto Ángel Maya fue uno de los pioneros en Colombia en la aplicación de las ciencias sociales a la comprensión de los asuntos ambientales. Contribuyó de manera notable a la consolidación del pensamiento y el Movimiento Ambiental Colombiano. En ese ámbito sus aportes fueron múltiples y de gran trascendencia. 
De un lado, acometió la tarea de hacer una reflexión teórica y conceptual que permitiera entender lo ambiental desde una perspectiva política, social y cultural. Con Marx, Augusto había comprendido que “no es la conciencia social la que determina las relaciones sociales y económicas de producción, sino que son las relaciones económicas de producción las que determinan el ser social.” A partir de un profundo y riguroso estudio sobre Teoría de Sistemas y Ecología, Augusto comenzó a darle un interesante doblez ambiental al pensamiento de Marx.
En su propuesta hay una tensión profunda entre ecosistema y cultura. Sintetiza las relaciones entre la Cultura y el Ecosistema, donde el Ecosistema ofrece a la Cultura una plataforma tecnológica-estética adaptativa que define cómo pueden ser sus procesos de adaptación. Expresa las transformaciones que realiza la cultura sobre los ecosistemas, y representa la reacción de los ecosistemas ante las transformaciones adaptativas de la cultura.
La Ecología, como ciencia que se ocupa de la composición, estructura, funcionamiento y distribución de los ecosistemas, no suele tener en cuenta la actividad humana. Esta distinción es fundamental para entender la esencia y el significado de la dimensión ambiental. El profesor Augusto Ángel Maya se ocupó del tema en varios de sus principales escritos, siendo el primero en plantear seriamente la pregunta respecto a si el ser humano tiene o no un nicho ecológico dentro de los ecosistemas. 
Cada vez que los ecólogos han intentado introducir al hombre como una especie más dentro del ordenamiento ecológico, se han tropezado con la insuficiencia de sus instrumentos analíticos que no pueden dar cuenta del comportamiento humano, aun cuando se pretenda incluirlo dentro de los balances de masa y energía. En realidad, el ser humano no puede ser considerado como una especie más dentro de la estructura ecosistémica. De hecho, no ocupa un lugar específico o un nicho ecológico particular dentro del ecosistema. Esta afirmación, no siempre bien comprendida ni aceptada en varios círculos epistemológicos, implica que el ser humano es independiente de las leyes que rigen los equilibrios ecosistémicos. Si ello no fuera así, no habría problemas ambientales porque las sociedades humanas estarían regidas por las mismas leyes que determinan el crecimiento y el comportamiento poblacional de cualquier especie. No obstante, aunque los seres humanos no están estrictamente "dentro" de los ecosistemas, sí se relacionan permanentemente y de diversas maneras con ellos. Las distintas formas en que las sociedades humanas interactúan con los ecosistemas, se conocen como Cultura, es decir, los procesos adaptativos de los seres humanos a la naturaleza y que, de alguna manera representa también su nicho. Por lo tanto, el hombre modifica las leyes ecosistémicas en función de su cultura.
Ángel Maya también aportó de manera sumamente importante a la creación de herramientas de trabajo en educación ambiental y el impulso a la organización nacional del Movimiento Ambiental en Colombia. Es autor del Método de Interpretación Ambiental publicado por el Ministerio de Educación y el ICFES, y escribió también una aplicación del método al terreno de la historia bajo el título "Fragilidad Ambiental de la Cultura".

## Citas
''La cultura es distinta, no necesariamente superior a las otras formas evolutivas.'' (El retorno de Ícaro (2002). p. 325)
"En contra de las tendencias reduccionistas provenientes sobre todo de la sociobiología, el sistema cultural hay que tomarlo como una emergencia evolutiva. Ello significa no que se construya por fuera de la naturaleza, sino que es naturaleza de manera diversa. La naturaleza no tiene siempre las mismas leyes. Emergencia significa que cambian las reglas del juego."  (El retorno de Ícaro (2002). p. 325)
"...el hombre, como especie, no tiene nicho, como se dejó dicho. Para entender el orden social es necesario comprender previamente el orden ecosistémico, que es el escenario en el que se desenvuelve la cultura. Un escenario que no es pasivo y que no permanece igual a lo largo del proceso. Hacer cultura es culturizar la naturaleza. Es humanizar al ecosistema, o sea, adaptarlo a las condiciones de vida impuestas por el nuevo orden de instrumentalidad cultural. Es importante entender que la cultura depende del orden ecosistémico, no porque el hombre tenga allí su nicho, sino porque necesita transformar dicho orden para lograr su propia subsistencia (...) No es posible hacer cultura sino domesticando la naturaleza.". (El retorno de Ícaro (2002). p. 326)
"El orden humano no coincide necesariamente con el orden ecosistémico ni tiene por qué coincidir. La solución al problema ambiental no consiste en encajar al hombre dentro del ecosistema. No consiste, por tanto, en saber «conservar», sino  en aprender a «transformar bien». La especie humana no tiene ninguna alternativa evolutiva, sino la transformación del orden ecosistémico. Ello no  depende de la mala voluntad del hombre ni de su incapacidad para comprender el orden natural. El orden humano también es parte del orden natural, que ha sido reformulado por el mismo proceso evolutivo. La especie humana no tiene nicho ecológico. Ello significa que la adaptación humana no se realiza a través de transformaciones orgánicas sino a través de una plataforma instrumental compleja y creciente que llamamos «cultura». No significa que el hombre pueda transformar arbitrariamente el orden ecosistémico, sino que existe una mayor resistencia al choque por parte de la cultura que por parte del ecosistema. Los ecosistemas van preñándose tecnológicamente. La tecnología transforma necesariamente los equilibrios ecosistémicos y crea nuevos equilibrios artificiales que solo pueden resolverse tecnológicamente." (Desarrollo Sostenible. Aproximaciones conceptuales. 1995)
"Superando las visiones restringidas que interpretan lo ambiental como un problema ecológico o exclusivamente tecnológico, esta propuesta intenta comprenderlo como un objeto de estudio en todas las disciplinas científicas, desde las ciencias naturales y tecnológicas, hasta las ciencias que estudian el comportamiento humano. El problema ambiental es responsabilidad de todos". (El reto de la vida. 1996)
"El hombre no solo ha actuado sobre la naturaleza, sino que la ha pensado y solo ha podido actuar sobre ella, pensándola... Para transformarla, ha tenido que construir teorías, como ha construido igualmente herramientas. Explorar las máscaras ideológicas del hombre no significa penetrar solamente su conciencia falsificada, sino igualmente sus buenas intenciones... El empirismo no se detiene en contemplaciones ni en equilibrios contemporizadores. El racionalismo, en cambio, descubre con temor los velos ideológicos que cubren la desnudez del hombre". (La aventura de los símbolos. 2000)

## Publicaciones
- Angel Maya, Augusto. 2007. El Arco de Heráclito: física, filosofía y medio ambiente, entre el caos y el orden. Universidad Autónoma de Occidente.
- Angel Maya, Augusto. 2006. El Mundo de Dionisos: Poesía y Sentimiento Erótico. Universidad Nacional – IDEA Manizales.
- Angel Maya, Augusto. 2006. Ataraxia. Universidad Autónoma de Occidente. Cali.
- Angel Maya, Augusto. 2004. El Enigma de Parménides; Serie La Razón de la Vida XI.  Universidad Nacional – IDEA Manizales.
- Angel Maya, Augusto. 2003. La Diosa Némesis: Desarrollo Sostenible o Cambio Cultural.  Corporación Universitaria Autónoma de Occidente. Cali.
- Angel Maya, Augusto. 2003. Me Quema el Resplandor de Glicera: Antología de Poesía Erótica Latina. Fundación Colombia Multicolor. Bogotá.
- Angel Maya, Augusto. 2002. El Retorno de Icaro; Serie La Razón de la Vida X.  Pensamiento Ambiental latinoamericano 3, ASOCAR’s, IDEA, PNUMA, PNUD. Bogotá.
- Angel Maya, Augusto. 2001. CUADERNOS DE EPISTEMOLOGÍA AMBIENTAL IV. La filosofía moderna: Spinoza, Kant, Hegel, Marx, Nietzsche. La razón de la vida. IDEA Universidad Nacional de Colombia.
- Angel Maya, Augusto. 2001. CUADERNOS DE EPISTEMOLOGÍA AMBIENTAL V. Los Presocráticos: una perspectiva ambiental. La razón de la vida 2. IDEA Universidad Nacional de Colombia.
- Angel Maya, Augusto. 2001. CUADERNOS DE EPISTEMOLOGÍA AMBIENTAL VI. Los sofistas – Platón. La razón de la vida 2. IDEA Universidad Nacional de Colombia.
- Angel Maya, Augusto. 2001. CUADERNOS DE EPISTEMOLOGÍA AMBIENTAL VII. Aristóteles: el estoicismo. La razón de la vida 4. IDEA Universidad Nacional de Colombia.
- Angel Maya, Augusto. 2001. CUADERNOS DE EPISTEMOLOGÍA AMBIENTAL VIII. Neoplatonismo Helenista – Neoplatonismo Cristiano. La razón de la vida 7. IDEA Universidad Nacional de Colombia.
- Angel Maya, Augusto. 2001. El Retorno de Ícaro; Serie La Razón de la Vida X.  Corporación Universitaria Autónoma de Occidente. Cali.
- Angel Maya, Augusto. 2000. La Aventura de los Símbolos. Ecofondo. Bogotá.
- Angel Maya, Augusto. 1999. Capacitación de Docentes Universitarios en EDUCACIÓN AMBIENTAL, Módulo I, Tomo I, Los Modelos de Explicación Ambiental. Ministerio del Medio Ambiente, ICFES. Bogotá.
- Angel Maya, Augusto. 1999. Capacitación de Docentes Universitarios en EDUCACIÓN AMBIENTAL, Módulo I, Tomo II, El Orden Ecosistémico. Ministerio del Medio Ambiente, ICFES. Bogotá.
- Angel Maya, Augusto. 1999. Capacitación de Docentes Universitarios en EDUCACIÓN AMBIENTAL, Módulo I, Tomo III, El Orden Cultural. Ministerio del Medio Ambiente, ICFES. Bogotá.
- Angel Maya, Augusto. 1998. El retorno a la tierra: Introducción a un método de interpretación ambiental. CUADERNOS AMBIENTALES, serie documentos especiales. No 3. Ministerio de Educación Nacional, IDEA Universidad Nacional de Colombia.
- Angel Maya, Augusto. 1997. Desarrollo Sostenible o Cambio Cultural, Corporación Universitaria Autónoma de Occidente, Fondo Mixto Para  la Promoción de la Cultura y las Artes del Valle del Cauca. Cali.
- Angel Maya, Augusto. 1996. El Reto de la Vida. Ecofondo, Bogotá.
- Angel Maya, Augusto. 1995. Desarrollo sostenible: aproximaciones conceptuales. Fundación Natura, UICN, Quito.
- Angel Maya, Augusto. 1995. La Fragilidad Ambiental de la Cultura. Universidad Nacional, Bogotá.
- Angel Maya, Augusto. 1995. La tierra herida: Las transformaciones tecnológicas del ecosistema. CUADERNOS AMBIENTALES, serie documentos especiales. No 2. Ministerio de Educación Nacional, IDEA Universidad Nacional de Colombia.
- Angel Maya, Augusto. 1993. La trama de la vida: Bases ecológicas del pensamiento ambiental. CUADERNOS AMBIENTALES, serie ecosistema y cultura. No 1. Ministerio de Educación Nacional, IDEA Universidad Nacional de Colombia.
- Angel Maya, Augusto. 1990. Hacia una Sociedad Ambiental. Fundación Medio Ambiente y Desarrollo Alternativo (MAYDA), Editorial El Labrador, Bogotá.